# Adam Baliński z Morawska
Adam Baliński z Morawska herbu Przosna – kasztelan rypiński w latach 1503-1512, chorąży dobrzyński w latach 1497-1503.
Poseł na sejm piotrkowski 1504 roku z ziemi dobrzyńskiej.